# Свято-Георгиевский морской собор (Балтийск)
Свя́то-Гео́ргиевский морско́й собо́р — православный храм в Балтийске Калининградской области, главный храм Балтийского флота. Открыт в мае 1991 года в бывшем здании лютеранской церкви.

## История
Храм был построен в Пиллау (ныне — Балтийск) Восточной Пруссии в 1866 году в неоготическом стиле. Фасад украшен стрельчатыми окнами, силуэт здания подчёркивает стремление ввысь. В 1934 году церковь была перестроена.
Во время штурма Пиллау весной 1945 года здание сильно пострадало. В советское время здесь сначала размещался клуб моряков, после чего здание было отдано под военный склад.
В начале 1990-х годов здание вновь стало храмом, его освятили во имя святого Георгия Победоносца.